# Seahenge
Seahenge, també conegut com a Holme I, es un monument prehistòric situat al poble de Holme-next-the-Sea, a prop d'Old Hunstanton, al comtat anglés de Norfolk. És un cercle de fusta amb una arrel d'arbre cap amunt al centre, que juntament amb el cercle de fusta proper de Holme II, es van construir al 2049 abans de la nostra era, durant l'edat del bronze. Es creu que s'utilitzaven per a algun tipus de ritual; Holme II s'ha interpretat com un monument mortuori que en un principi seria el límit d'un túmul funerari.
Per tal de preservar la fusta de l'exposició a l'aire, es va excavar en la primavera de 1999, i les restes es dugueren a un museu arqueològic i després a un museu marítim. El 1999, uns excavadors en van col·locar una reproducció a prop de l'indret. El 2008, després de més estudis, se n'alçà una segona reproducció a prop de la ubicació originària. A causa de la controvèrsia sobre l'excavació a Seahenge, Holme II es va deixar al lloc, custodiat, perquè gradualment és destruït per l'erosió.
Seahenge s'anomena així per analogia amb Stonehenge, però Seahenge no contenia pas un henge reial (una rasa de tancament monumental, amb un banc apilat a fora), la qual cosa el converteix en una categoria diferent de monument.

## Descripció
El monument constava d'un anell exterior de cinquanta-cinc tronquets de roure que formaven un recinte més o menys circular d'uns 7 per 6 m. En lloc de col·locar-se en forats individuals, les bigues es posaren al voltant d'una rasa circular. Els costats dividits miraven cap a dins i l'escorça cap a fora (amb una sola excepció en què és al revés). Un dels troncs del costat sud-oest tenia una bifurcació en forma de Y estreta que permetia l'accés a l'àrea central. S'havia falcat un altre pal fora d'aquesta entrada, la qual cosa hauria impedit que se'n veiés l'interior. Les bigues s'enterraren a una profunditat d'1 metre de la superfície contemporània, tot i que no se sap quant s'estenien originàriament cap amunt. Al centre de l'anell hi havia una gran soca de roure invertida. En el moment en què es construí, el monument estava envoltat de marjal.
Seahenge es va fer a la primeria de l'edat del bronze, un període en què hi hagué una creixent agricultura i sedentarisme a Anglaterra. Els qui van construir el monument feren servir si més no cinquanta destrals de bronze diferents, per a donar forma a la fusta a les longituds i formes desitjades, en un moment en què, segons creien els arqueòlegs, les eines de bronze encara eren relativament estranyes.
Els arqueòlegs han arribat a la conclusió que tots els arbres utilitzats en la construcció del monument es talaren en el mateix any, 2049 ae, mentre que la condició de l'albeca indicava que havia estat tallada a la primavera o principis d'estiu. Els roures s'haurien transportat des de certa distància, perquè no són pas comuns prop del lloc. Segons Watson (2005), en haver estat tots els arbres talats al mateix temps, la construcció del cercle degué fer-se de colp, i s'hauria requerit una gran quantitat de treball per a talar, transportar, preparar i erigir la fusta, per això també era probable que el treball el fes un gran nombre de persones, tota una comunitat o una família extensa.

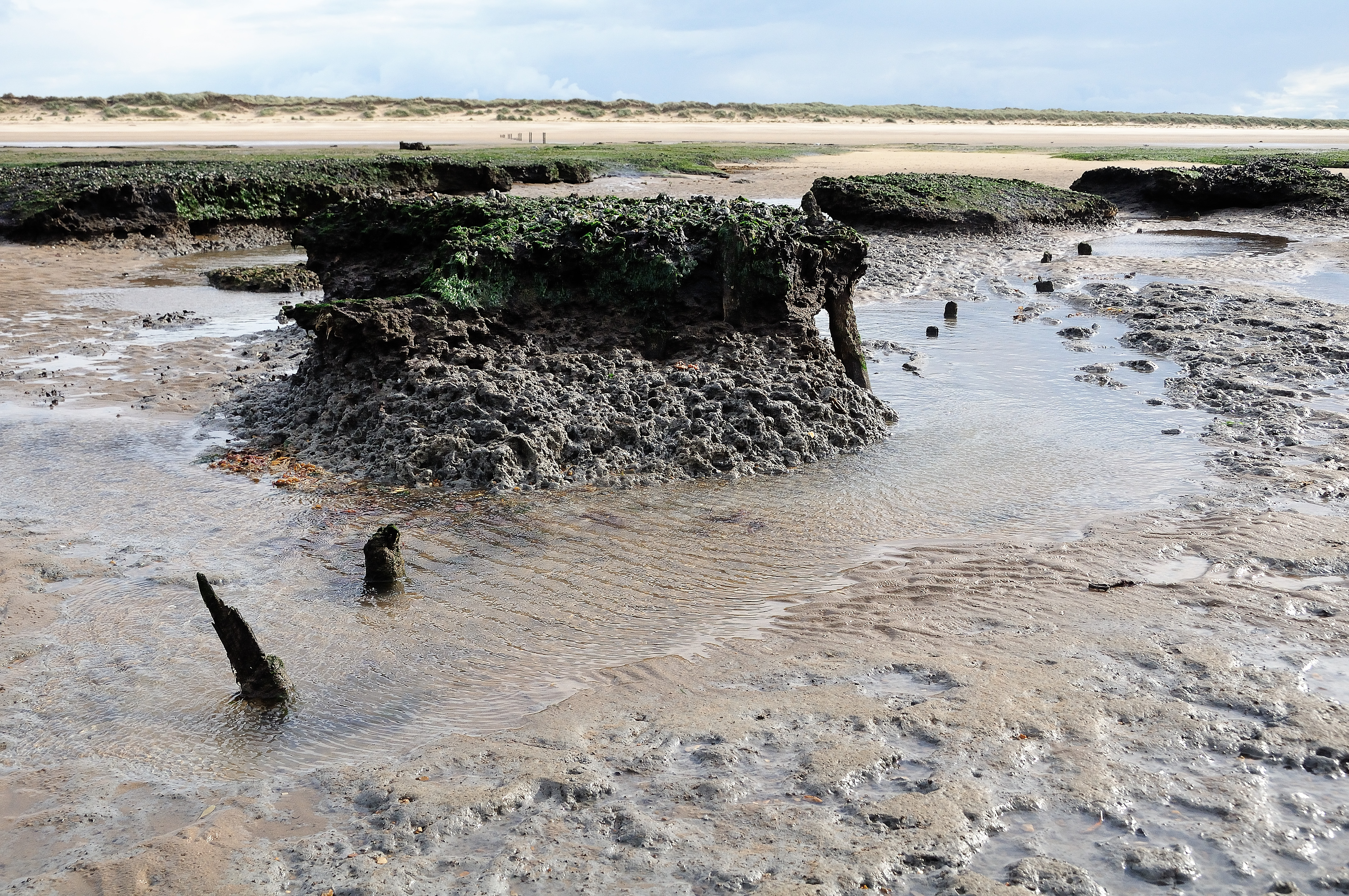
Vestigis d'un bosc inundat a la platja de Holme-next-the-Sea, prop de Seahenge

Seahenge es va construir originàriament en un mareny salí i, al llarg dels segles, l'àrea esdevingué aiguamoll d'aigua dolça, ja que va créixer una barrera en alta mar que va impedir que l'aigua salada pogués entrar al voltant del cercle. Això també va permetre que creixessen arbres d'alnus en l'àrea, la qual cosa degué crear una capa de torba sobre la marjal. Amb l'augment del nivell de la mar en els darrers mil·lennis, la mar va avançar i l'arena va cobrir la torba. Amb aquest procés, Seahenge va passar de ser terra endins a ser en plena platja, quan va ser descoberta per l'erosió de l'arena i la torba a finals del segle xx, quatre mil anys després de la seua construcció.

## Descobriment i excavació
Al 1998, John Lorimer, un arqueòleg afeccionat, estava pescant amb el seu cunyat Gary a la platja de Holme. La parella va trobar un cap de destral de l'edat del bronze en el llot. Intrigat, Lorimer finalment va trobar una soca que havia estat desenterrada a la platja, una cosa inusual perquè semblava estar boca avall. Un amic detector de metalls reconegué més tard la importància del lloc, per la qual cosa es posà en contacte amb el Museu del Castell de Norwich. Els arqueòlegs del museu estudiaren el cap de la destral, la segona trobada en Holme en uns mesos. L'erosió de les ones va exposar a poc a poc un anell circumdant de pals de fusta, la qual cosa confirma que l'indret era una construcció humana intencional. Lorimer va tornar a posar-se en contacte amb el Museu del Castell.
El museu contactà amb Edwin Rose, oficial de Control de Desenvolupament de Norfolk Landscape Archaeology, que va visitar l'indret amb Lorimer el 12 d'agost de 1998. Al principi, Rose pensava que es tractava d'un parany per a peixos del període anglosaxó, relativament comú a la zona. Però va començar a sospitar que podria ser una altra cosa. Així que Rose demanà si English Heritage finançaria una excavació, i hi accediren.
L'excavació de Seahenge començà a l'octubre del 1998, sota la direcció de Mark Brennand de la Unitat Arqueològica de Norfolk. Era un lloc difícil d'excavar: les marees restringien el treball d'excavació de rases de prova. S'envià una mostra dendrocronològica de la soca a la Universitat de Sheffield. Al gener del 1999, els resultats preliminars indicaven un monument de l'edat del bronze. Malgrat les despeses projectades, English Heritage decidí que valdria la pena l'excavació completa, perquè el lloc s'erosionava: les seccions de fusta havien estat exposades a elements corrosius com l'oxigen i la salmorra després de mil·lennis protegides pel fang.

## Conservació

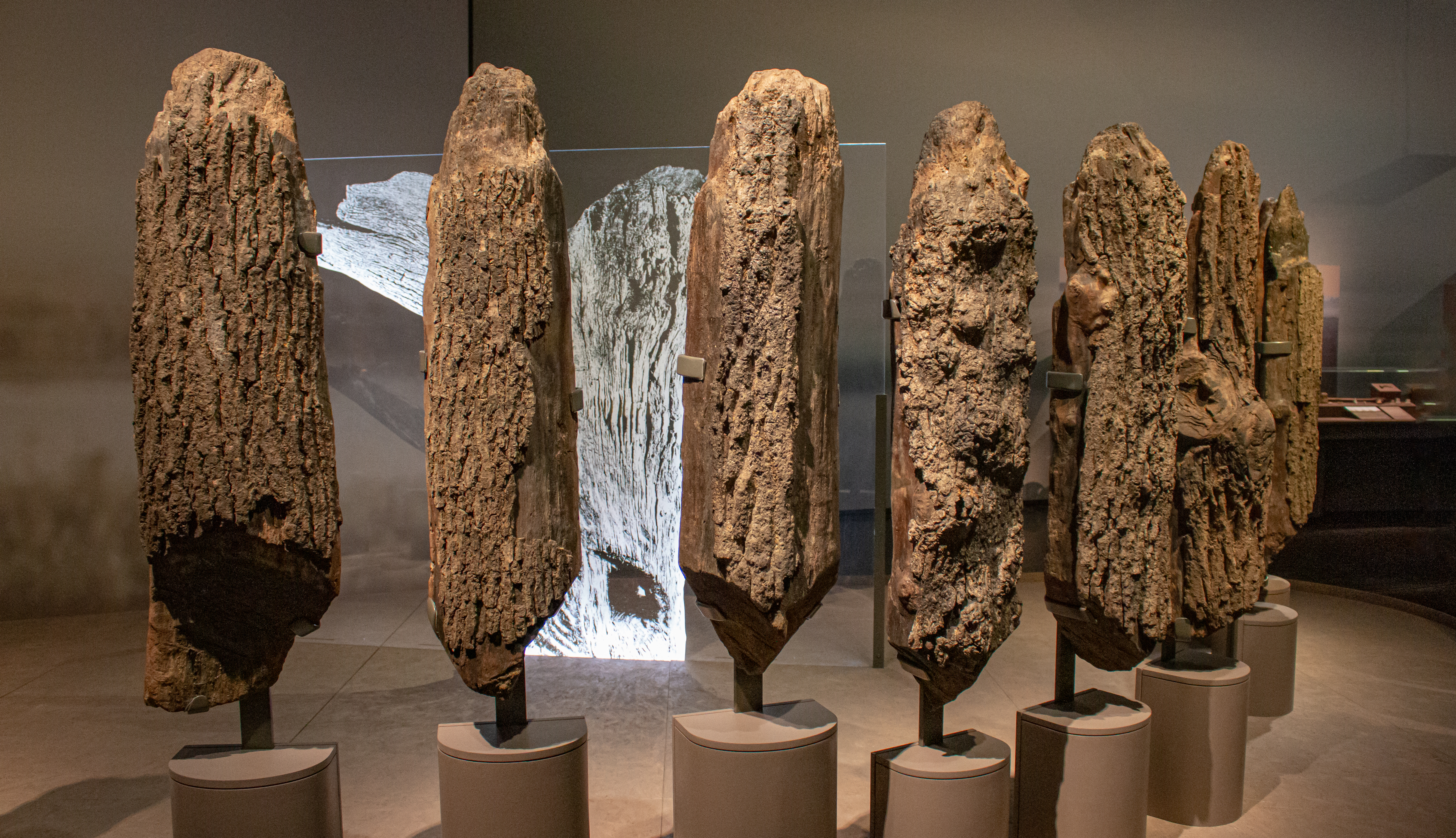
Seahenge (Holme I) en l'exposició temporal ″The World of Stonehenge″ del Museu Britànic

Amb Seahenge excavat, les fustes amb què s'havia construït es van transportar cinquanta milles de distància al centre de camp de Fenland Archaeology Trust, a Flag Fen, Cambridgeshire, i immediatament es conservà submergint-lo en aigua dolça. Després, les fustes es netejaren del llot adherit i es col·locaren en emmagatzematge permanent. English Heritage utilitzà escaneig làser per a obtenir imatges precises de fustes en tres dimensions, i això va permetre als arqueòlegs crear un model virtual de tot el monument. A Flag Fen, després es va amarar en aigua emulsionada amb cera per a reemplaçar lentament (al llarg dels anys) la humitat de la fusta amb cera. També es va tractar amb polietilenglicol. Més tard, s'envià a Portsmouth, on els experts en arqueologia marítima de Mary Rose Trust continuaren tractant-lo.
Després del treball de conservació, es va muntar una reconstrucció de Seahenge a prop de l'indret d'origen, al Museu Lynn, obert al 2008.

## Holme II
Cent metres a l'est, es trobà un altre anell molt més gran, que consta de dos cercles de fusta concèntrics que envolten un clot vorejat de tanques que conté dues soques de roure. Conegut com a Holme II, la dendrocronologia hi dona una data idèntica a Seahenge: 2049 ae. Aquesta és la primera vegada que es demostra que dos monuments prehistòrics adjacents es construïren ensems. Els detalls de la construcció de Holme II difereixen dels de Holme I (Seahenge): per exemple, l'estacada de Holme I tenia l'escorça de l'arbre intacta, mentre que es llevà en Holme II, i això donà als dos recintes colors foscos i clars contrastants. Se suggereix que les arrels tornades cap amunt en Holme I s'empraven per a l'excarnació, mentre que les restes s'enterrarien més tard en Holme II, que pot haver contingut un túmul funerari (ara destruït) que arribava fins al cercle interior de fusta del revestiment del monticle.
Tot i que també està amenaçat de destrucció per la mar, aquest monument resta in situ, exposat a l'acció de la marea.

## En la cultura popular
Jean-Jacques Burnel, baixista de The Stranglers, vivia a Holme-next-the-Sea en el moment del descobriment del monument i s'hi inspirà per a escriure les cançons de l'àlbum de 2004 de la banda, Norfolk Coas.
Seahenge inspirà un cercle de fusta representat en la novel·la Darkhenge de Catherine Fisher del 2005. Fisher parla d'un monument prehistòric que presenta un roure cap avall envoltat de 24 fustes, cadascuna de les quals simbolitza un dels caràcters de l'alfabet de l'ogam. Aquest cercle, conegut com Darkhenge, es descriu a Avebury, a Wiltshire i es representa com el portal a Annwyn, l'inframon de la mitologia gal·lesa.
Seahenge apareix en el videojoc Assassin's Creed: Valhalla del 2020.